# Téli berek
A Téli berek Fekete István ifjúsági regénye. 1959-ben született, két esztendővel a Tüskevár című regény befejezése után, annak folytatásaként.

## Műfaja
Ifjúsági regény.
1953-tól azonban – bár a Kele, a Lutra és a Bogáncs allegorikus olvasata nyilvánvaló lehetett a figyelmes kortársak számára, és a felnőtt közönségnek a Tüskevár, illetve a Téli berek rejtett aktuálpolitikai utalásai is feltűnhettek – az a tény, hogy az Ifjúsági, később pedig a Móra Ferenc Könyvkiadó gondozásában láttak napvilágot, döntőnek bizonyult e regények kritikusi megítélésében.

## Helyszín
A Téli berek helyszíne megegyezik a Tüskevárban megismert környezettel, azaz a Kis-Balaton térségének sás- és nádtengerével, illetve a Zalával.

## Szereplők
A regény főszereplői a Tüskevár után gyakorlatilag változatlanok – a két diák, Ladó Gyula Lajos és Pondoray Béla mellett feltűnik Matula Gergő bácsi, István bácsi, Nancsi néni, Piri mama, Szanyadi Katica, a Ladó szülők és Kengyel tanár úr –, de megismerhetünk új személyeket is. Az osztályt Kengyel helyett Kengyelné Barkóci Éva tanárnő veszi gondjaiba, feltűnik a sífutóbajnok tehenes, Gyarmati Mihály, és néhány további mellékszereplő is színesíti a történetet, köztük Kamondi András, aki István bácsi egykori barátja, Szanyadi Mária, azaz Katica édesanyja, Trézsi néni, a kiállhatatlan idős rokon, Palóc Sári, aki Tutajos „menyasszonya” és Pintér Lajos, a horgászatot kedvelő orvos.

## Történet
|  | Alább a cselekmény részletei következnek! |

A nyári kalandok után a két barát, Tutajos és Bütyök (becsületes nevükön Ladó Gyula Lajos és Pondoray Béla) visszatér a berekbe, ám a zöldben tündöklő tájnak, a poshadt víznek és Matula régi kunyhójának nyomát sem találják.
István bácsi, az állami gazdaság főagronómusa nyáron nagyon elégedett volt a két kamasszal, így a téli vakációra is meghívta a fiúkat, de az utazásnak nem várt akadályai támadtak. Bütyökkel nem volt semmi gond, neki „menyasszonya” van és agronómusnak készül, de Tutajos élete teljesen megváltozott. A nyurga fiú kezdetben komoly tekintélyt szerzett magának horgász-vadász történeteivel, de az iskolai szünetekben előadott mesélések olykor verekedéssé fajultak, mert a fiú a füllentések ingoványos útjára lépett, és az osztálytársak nem hagyták szó nélkül a mellébeszéléseket. Gyula nem vette észre, hogy a történetek „színezése” méretes heggyé dagadt, és a lavinák elől való állandó futkosás miatt leromlott a magaviselete – goromba volt a társaival, sőt, otthon Piri mamát is többször megsértette. A fiú kilengéseit intőkkel próbálták kordában tartani a pedagógusok, amit a szigorú gépészmérnök atya, Ladó Gyula Ákos ugyancsak rossz néven vett. A kritikus helyzetet tovább fokozta Palóc Sári megjelenése Tutajos életében – az első szerelem végleg összezavarta a testileg-lelkileg rohamosan fejlődő fiút. Megesett, hogy Gyula legjobb barátjával, Bütyökkel is összeveszett, persze igazságtalanul megbántva és megalázva nehezebb sorsú társát, de szerencsére feltűnik egy nem várt segítő. Pintér Lajos doktor véletlenül csöppent Tutajos lelki tusáinak kellős közepébe, lévén a fiú nyári tüdőgyulladása előjött egy ünnepek előtti influenza hatására. A rendszeres beteglátogatások alkalmával Gyula összebarátkozik a horgászatot kedvelő orvossal, aki egyrészt lelket is gyógyít, másrészt úgy irányítja a dolgokat, hogy Ákos atya örökös hadakozása a rossz jegyekkel és intőkkel érvényét veszti a téli vakáció feltételeivel kapcsolatban. Amint Gyula felépül, István bácsi vonatra ülteti a két gyereket – valamint Varjú bácsi kutyáját, aki csatlakozik a fiatal kalandorokhoz –, és kezdetét veszi egy másféle iskola, mint amilyen a városban van.
Bütyök számára igazi stresszmentes kikapcsolódást jelentenek az év végi hetek, hiszen okoskodás nélkül csupa öröm az élet a berekben, továbbá együtt lehet nyári szerelmével, Szanyadi Katicával is, de Tutajos jó darabig nem bír magával. Felesel öreg mesterével, Matulával, okoskodik István bácsival, aztán a nagydarab gazdász gátat szab Gyula nyegleségének, akit disznóság esetén nem verhet meg, mert nem a saját fia, de egy életre kirúghat a balatoni házból, ami sokkal nagyobb büntetés, mint a verés. A legifjabb Ladó fokozatosan tér vissza a „józan” világba, a berek ismét lefarag róla minden felesleget, és a jó vizsgák, a nagybetűs élet próbái örök emlékekkel ajándékozzák meg a fiatalembert.
Matulának időközben takaros háza épült a régi kunyhó helyén, három ággyal, három székkel, mert ők hárman összetartoznak, ez nem kétséges. Az öreg pákász a nyári szeretettel, de a kíméletlen téli körülmények miatt fokozott gondoskodással veszi szárnyai alá a pesti srácokat, és kijáratja velük a berek főiskoláját. Amíg Bütyök inkább csak horgászik, illetve mezőgazdasági ismereteit gyarapítja, addig Tutajos nyakig belemerül a vadászatba, annyira, hogy éjszakai lesre is kimegy. A nyulak, rókák és különféle madarak önálló zsákmányolása megint rádöbbenti a fiút, hogy a valóság is lehet szép, sőt szebb, mint a hazug ábránd; aztán az egyik lesen éles helyzet adódik. Hatalmas farkas tizedeli az őzállományt, és az ordas utolsó vadászata éppen Gyula előtt zajlik le. Utolsó, mert a fiú lelövi, azonban kiderül, hogy a zsákmány nem farkas, hanem Muki, a falusi doktor elcsavargott farkaskutyája. Matula titokban tartja az esetet, csak István gazdának szól, ugyanakkor Gyula "levizsgázott", mert amit és ahogy tett, azt Matula szerint a legjobb vadász sem tette volna másképpen. A karácsonyt közös akarattal a berekben töltik az ifjak Gergő bácsival, akinek egy táskarádiót hoztak ajándékba, hogy az öreg ne unatkozzék, ha egyedül marad.
A szilveszteri vacsora kitűnően sikerül, Bütyök a fellegekben jár, mert István gazda Szanyadiékat is bevonta az ünneplésbe, Tutajos viszont csak ténfereg a nagy házban. A testes nagybácsi örömmel hallotta Matulától a fiú pozitív irányú változásainak hírét, ezért megbízva unokaöccsében, a maradék napokra is kiengedi a berekbe, a szavát véve, hogy mindenben hallgat az öregre. Gyula ennél nagyobb elismerést még életében nem kapott, de nem tudja, hogy a sors tartogat számára egy nagy leckét. A fiú megígéri Matulának, hogy nem megy rá a jégre, főleg a Zala torkolatánál, mert beszakadhat, és akkor… A nap nyugodtan kezdődik: Gergő bácsi csak délután érkezik haza, ezért Gyula alaposan bereggelizik, majd elindul az általa kitalált körútra. Lő egy fácánkakast, megnézi a különféle csapásokat, majd korcsolyázókra lesz figyelmes a Balatonon. Távcsővel lesi őket, szíve szerint ő is menne, de megígérte, ráadásul becsületszóval! A fiúk futnak, futnak, Gyula csak nézi őket, aztán az egyik alatt beszakad a jég, és pillanatok alatt eltűnik. A faluban rémhír kezd terjedni, az autósok által hozott a „toroknál beszakadt a jég, egy pesti diák odaveszett” üzenetre mindenki azt hiszi, Tutajosról van szó, de szerencsére nem ez történt, így néhány órán belül minden helyre zökken.
Másnap Ladó Gyula Lajos érettebb emberként hagyja el a rokonait, úgy érezve, hogy „nem hagy itt semmit és nem is visz el semmit” - de felnőtté válásának ez a hely fontos állomása.
|  | Itt a vége a cselekmény részletezésének! |

## Hangoskönyv
A Móra Könyvkiadó 2010-ben hangoskönyvet készített a regényből, mely Széles Tamás előadásában hallható. 676 perces. 1 lemez.

## Szakirodalom
- Téli berek – a szintézis regénye – In: Tiszatáj, 2001/11. Melléklet